# Callabraxas
Callabraxas är ett släkte av fjärilar. Callabraxas ingår i familjen mätare.
Kladogram enligt Catalogue of Life:
| Callabraxas | \| \| Callabraxas amanda \| \| \| \| \| \| Callabraxas maculata \| \| \| \| |
|             | \| \| Callabraxas amanda \| \| \| \| \| \| Callabraxas maculata \| \| \| \| |
|             | Callabraxas amanda                                                          |
|             |                                                                             |
|             | Callabraxas maculata                                                        |
|             |                                                                             |